# 松本州平
松本 州平（まつもと しゅうへい、1957年 - ）は、日本の絵本作家、プロモデラー。

## 来歴
岡山県出身。武蔵野美術大学を卒業する。
大学卒業後に『月刊ホビージャパン』編集者の市村弘と会ったことを契機に、1982年からモデラーとして活動する。

## 著書
- 『ちいさなひこうきフラップ』徳間書店、2002年
- 『松本州平のヒコーキ模型道楽 改造しちゃアカン リターンズ!』大日本絵画、2014年9月
- 『松本州平のヒコーキ模型道楽2』大日本絵画、2020年2月